# 泪器
泪器（英語：Lacrimal apparatus）是副眼器的一种，由泪腺和泪道组成。泪器的功能是产生并运输眼泪。

## 淚道
泪道是泪器的一部分，包括泪点、泪小管、泪囊和鼻泪管。

## 淚小管
泪小管属于泪道，是泪器的一部分，是连接泪点与泪囊的小管，分为上泪小管和下泪小管。

## 参阅
- 泪腺
- 眼睑
- 结膜

## 外部連結
- 淚器 （页面存档备份，存于）